# 朱簡
朱简（1570年—？），字修能，号畸臣，后改名闻，安徽休宁人，明代篆刻家。
善诗文，与当时的著名文人李流芳、赵宦光、陈继儒等互有唱和。精研古代篆体。篆刻着重笔意，有草篆意趣，善用切刀。印风涩滞苍莽，在当时别树一帜，对后世丁敬的影响很大，董洵说朱“有超出古人者，真有明第一作手”。
他在印学理论上也有精辟见解，“刀笔浑融，无迹可寻，神品也；有笔无刀，妙品也；有刀无笔，能品也；刀笔之外而有别趣者，逸品也；有刀锋而似锯牙痈股者，外道也；无刀锋而似铁线墨猪者，庸工也。”又：“学无渊源、偏旁凑合，篆病也；不知执笔、字画描写，笔病也；转折峭露、轻重失宜，刀病也；专工乏趣、放浪脱形，章病也；心手相乖、因便苟完，意病也。”他还开创了印学批评，在《印品》中专列一集谬印，其中有何震、梁袠、陈万年诸名家的败作。
著有《集汉摹印字》《印书》《印经》《印章要论》《印品》《菌阁藏印》《修能印谱》。

## 篆刻作品舉例

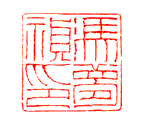
冯梦祯印
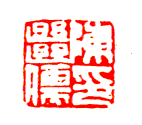
陈继儒印
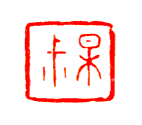
杲叔
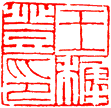
王穉登印
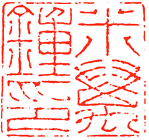
米万钟印
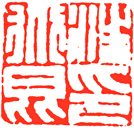
汪道昆印